# 俄永垂
俄永垂（法語：Auguste Gauthier；1868年5月26日—1927年5月12日）是天主教法國籍主教及巴黎外方傳教會會士。曾任廣東省粵西海南宗座代牧區宗座代牧（1921年-1924年）及北海宗座代牧（1924年-1927年）。

## 生平
俄永垂出生於1868年5月26日，在法蘭西第二帝國上盧瓦爾省勒皮區的市鎮聖昂。1890年9月12日，他在22歲時加入巴黎外方傳教會。1894年7月1日俄永垂於26歲晉鐸，並被派遣前往中國廣東傳教。
1920年8月1日，聖座從廣州宗座代牧區劃出廣東省西部成立粵西海南宗座代牧區，教座設在法租界法屬印度支那廣州灣。1921年6月1日，俄永垂在53歲時獲時任教宗庇護十一世任命為粵西海南宗座代牧區宗座代牧，領銜希臘多貝羅教區主教。1922年5月25日，在英屬香港由香港宗座代牧師多敏主教主禮，汕頭宗座代牧實茂芳主教襄禮，魏暢茂神父參禮晉牧。
1924年12月3日，粵西海南宗座代牧區教座搬到北海，並以教座所在地更名為北海宗座代牧區，俄主教留任宗座代牧。
俄永垂主教任內於1923年襄禮晉牧魏暢茂成為廣州宗座代牧。1927年5月12日，俄永垂主教在英屬香港去世，享年58歲。